# Dougiola
Dougiola is een geslacht van vliesvleugeligen uit de familie Eurytomidae. De wetenschappelijke naam van dit geslacht is voor het eerst geldig gepubliceerd in 1988 door Boucek.

## Soorten
Het geslacht Dougiola omvat de volgende soorten:
- Dougiola koebelei (Ashmead, 1900)
- Dougiola yanegai Gates, 2008